# Ломенка (Калузька область)
Ломенка (рос. Ломенка) — присілок в Думіницькому районі Калузької області Російської Федерації.
Населення становить 14 осіб. Входить до складу муніципального утворення Присілок Думиничі.

## Історія
Від 2004 року входить до складу муніципального утворення Присілок Думиничі.

## Населення
| 2002 | 2010 |
| ---- | ---- |
| 17   | ↘14  |